# NGC 6207
NGC 6207 أو إن جي سي 6207 هي مجرة حلزونية ضمن كوكبة الجاثي. تم اكتشافها عام 16 مايو 1787 من قبل ويليام هيرشل.